# Giovanni Mercurino Antonio Arborio di Gattinara
Giovanni Mercurino Antonio Arborio di Gattinara (Lucca, 22 settembre 1685 – Alessandria, 20 settembre 1743) è stato un vescovo cattolico italiano.

## Biografia
Figlio del marchese Carlantonio Mercurino (*? †1726), patrizio di Vercelli e capitano dell'esercito imperiale, e della seconda moglie Matilde Tizzoni, nacque il 22 settembre 1685 a Lucca mentre suo padre serviva per le truppe della repubblica.
Come il fratello maggiore Francesco Giuseppe, suo predecessore come vescovo di Alessandria e di cui seguì strettamente la carriera, entrò nella congregazione dei Chierici regolari di San Paolo e fu ordinato sacerdote il 9 dicembre 1708.
Fu nominato vescovo di Alessandria il 23 dicembre 1729 e consacrato da papa Benedetto XIII l'8 gennaio 1730, insieme a Nicola de Simoni, vescovo titolare di Marciana, e Giuseppe Caccia, O.F.M., vescovo di Cefalonia e Zante in qualità di co-consacranti.
Si prodigò nella cura della diocesi, fece nel 1730 la visita pastorale e l'anno seguente pubblicò il XII sinodo diocesano della Chiesa alessandrina. Restaurò ed ingrandì il seminario vescovile nel 1738 e nel 1742 benedì la posa della prima pietra di due chiese molto importanti per Alessandria: la chiesa dei santi Alessandro e Carlo e la chiesa di Santo Stefano.
Nominò come proprio erede universale la chiesa dei Santi Alessandro e Carlo di Alessandria per la sua ultimazione e per l'erezione di una cappella al suo interno dedicata ad Alessandro Sauli. In totale l'eredità ammontò a quasi 49.000 lire piemontesi e 3.000 once d'argento.
Morì il 20 settembre 1743 e fu sepolto nella cattedrale di San Pietro di Alessandria, di fianco all'altare maggiore, in cornu epistolæ.

## Genealogia episcopale
La genealogia episcopale è:
- Cardinale Scipione Rebiba
- Cardinale Giulio Antonio Santori
- Cardinale Girolamo Bernerio, O.P.
- Arcivescovo Gian Galeazzo Sanvitale
- Cardinale Ludovico Ludovisi
- Cardinale Luigi Caetani
- Cardinale Ulderico Carpegna
- Cardinale Paluzzo Paluzzi Altieri degli Albertoni
- Papa Benedetto XIII
- Vescovo Giovanni Mercurino Antonio Arborio di Gattinara, B.